# Ayuru Ōhashi
Ayuru Ōhashi (大橋 歩夕?, Ōhashi Ayuru; Tokyo, 28 aprile 1984) è una doppiatrice giapponese, nota come seiyū di anime e videogiochi.

## Doppiaggio

### Anime
- Strike Witches (2008): Eila Ilmatar Juutilainen
- Saki (2009): Tomoki Sawamura
- Double-J (2011): Hajime Usami
- High Score (2011): Rika Hōjō
- Hoshizora e kakaru hashi (2011): Ayumu Hoshino
- Kyōkaisen-jō no Horizon (2011): Adéle Balfette
- Girls und Panzer (2012): Takeko "Oryō" Nogami
- Medaka Box (2012): Harigane Onigase
- Love Live! School Idol Project (2013): Anju Yūki
- Ranpo kitan: Game of Laplace (2015): Sachiko Ōsone
- Hōkago no Pleiades (2015): Aoi
- High School Fleet (2016): Momo Aoki
- Kohakuiro no Hunter (2020): Erika Amber

### Videogiochi
- Strike Witches: What I Can Do Along With You (2009): Eila Ilmatar Juutilainen
- Hoshizora e kakaru hashi (2010): Ayumu Hoshino
- Saki Portable (2010): Tomoki Sawamura
- Strike Witches: Silver Wing (2010): Eila Ilmatar Juutilainen
- Eiyuu Senki: The World Conquest (2012): Kublai Khan / Diogenes
- Karumaruka Circle (2013): Mirai Sasakura
- Kyōkaisen-jō no Horizon Portable (2013): Adéle Balfette
- Eiyuu Senki Gold (2014): Kublai Khan / Diogenes
- Suki to suki to de sankaku ren'ai (2016): Maho Narutaki
- Hatsujō Sprinkle (2017): Saki Hanabusa
- Kimi no Hitomi ni Hit Me (2017): Tsubasa Kurose
- Ninki seiyū no tsukuri kata (2017): Noa Shinjō
- Girls und Panzer: Dream Tank Match (2018): Takeko "Oryō" Nogami
- IxSHE Tell (2018): Ayaka Yūki
- Kohakuiro no Hunter (2020): Erika Amber